# Недря Сергій Сергійович
Сергій Сергійович Недря (16 липня 1997, Мар'янське Апостолівського р-ну Дніпропетровської області — 3 липня 2023) — (позивний «Комета») — український військовослужбовець, старший солдат Національної гвардії України. Віддав життя за свободу України під час бойових дій у Луганській області.

## Життєпис
Сергій Недря народився 16 липня 1997 року. Після закінчення 11 класу вступив до Нікопольського центру професійної освіти (коледж № 34), де здобув освіту за фахом газоелектрозварювальник-стропальник. У 2017 році, після завершення навчання, був призваний на строкову службу в місті Дніпро. Проходив службу в лавах Національної гвардії України (НГУ).
Після року строкової служби Сергій прийняв рішення підписати контракт і продовжити службу в НГУ. З 2018 по 2019 рік він перебував у лавах Сил спеціальних операцій (ССО), де виконував бойові завдання в зоні Операції об'єднаних сил (ООС), зокрема в районі міста Маріуполь та села Нікольське.
Після завершення служби за контрактом Сергій підписав контракт резервіста, сподіваючись на мирне життя. У 2021 році він влаштувався на підприємство «Інтерпайп Ніко Тьюб» у Нікополі, де працював стропальником у трубопрокатному цеху.

## Участь у війні
З початком повномасштабного вторгнення Росії в Україну 26 лютого 2022 року Сергій був мобілізований як резервіст. Він брав участь у важких боях проти російських військ у Харківській, Запорізькій, Донецькій та Луганській областях.
У січні 2023 року, під час боїв у районах Кремінної та Волновахи, Сергій зазнав трьох контузій та отримав опіки. Після лікування та короткої реабілітації вдома він повернувся до побратимів, продовжуючи виконувати бойові завдання.
За свою відвагу та рішучість Сергій отримав позивний «Комета». Побратими згадують, що він завжди був готовий допомагати, навіть у моменти відпочинку після бойових виходів. Він підтримував моральний дух товаришів, давав корисні поради й неодноразово йшов попереду під час боїв.
«Коли ворог штурмував наші позиції, а він відпочивав після бойових виходів то він без вагань йшов допомагати побратимам на штурм ворога.»- говорить побратим Максим.

## Загибель
Сергій Недря загинув 3 липня 2023 року під час виконання бойового завдання в районі населеного пункту Кремінна, Луганська область. Йому було 25 років, лише за 13 днів до його 26-річчя. Він віддав своє життя, захищаючи незалежність та свободу України, а також свободу всієї Європи.

## Характеристика
Сергія згадують як доброго, чесного, відповідального та веселого побратима. Він підбадьорював товаришів, завжди був справедливим і трудолюбивим. Його кредо було: «Русские говорят спасибо деду за победу, а ми говоримо дякую Богу за Перемогу».

## Нагороди
- Орден За мужність III ступеня — за особисту мужність і самовідданість, виявлені у захисті державного суверенітету та територіальної цілісності України, сумлінне та бездоганне служіння Українському народові[2].